# Saint-Pierre-d’Exideuil
Saint-Pierre-d’Exideuil település Franciaországban, Vienne megyében. Lakosainak száma 728 fő (2022. január 1.). Saint-Pierre-d’Exideuil Blanzay, Saint-Gaudent, Civray, Savigné, Linazay, Val-de-Comporté és Champagné-le-Sec községekkel határos.

## Népesség
A település népessége az elmúlt években az alábbi módon változott:
| Lakosok száma | 741  | 709  | 781  | 754  | 767  | 769  | 768  | 763  | 728  |
|               | 2013 | 2015 | 2016 | 2017 | 2018 | 2019 | 2020 | 2021 | 2022 |